# 西尾勝
西尾 勝（にしお まさる、1938年9月18日 - 2022年3月22日）は、日本の行政学者（行政学）。東京大学名誉教授、日本学士院会員。
東京大学法学部教授、東京大学法学部学部長、国際基督教大学教養学部教授、財団法人東京市政調査会理事長、公益財団法人後藤・安田記念東京都市研究所理事長、地方公共団体情報システム機構理事長などを歴任した。

## 人物
東京府出身の行政学者、政治学者であり、行政学、地方自治論、都市行政論を専攻する。東京大学にて辻清明に師事。東京大学、国際基督教大学で教鞭を執り、東京大学より名誉教授の称号を授与された。また、1994年から1998年にかけて、日本行政学会の理事長を兼任していた。その後、東京市政調査会、および、後身の後藤・安田記念東京都市研究所の理事長を経て、地方公共団体情報システム機構の理事長に就任した。また、日本学士院会員に選任された。

## 来歴

### 生い立ち
東京都生まれ。父の西尾滋は鉱山学者で東京大学名誉教授。1957年東京都立新宿高等学校卒業。1961年東京大学法学部卒業。

### 行政学者として
東京大学法学部助手、助教授を経て、1974年東京大学法学部教授。1992年～1994年 東京大学法学部長。1999年退官後、国際基督教大学教養学部教授・大学院行政学研究科教授。2006年退職、財団法人東京市政調査会理事長、地方分権改革推進委員会委員。第27次地方制度調査会副会長。第30次地方制度調査会会長。2007年日本学士院会員。2014年地方公共団体情報システム機構理事長。新しい日本をつくる国民会議（21世紀臨調）の共同代表の一人でもある。
地方分権推進委員会（1995～2001年）の中心人物として、機関委任事務制度の全面廃止や、国による地方自治体への関与の縮小・廃止などを含む、いわゆる第一次地方分権改革を実現させた。
2002年11月、第27次地方制度調査会に提出した、いわゆる「西尾私案」において、基礎的自治体の合併を推進する立場から、一定規模に満たない自治体について、その所掌事務と機構を大幅に縮小する特例制度を設けるか、当該自治体を他の基礎的自治体の内部団体に移行させることも考えられるという提言を行い、全国町村会や全国町村議会議長会からの反発を呼ぶなど、物議を醸した。
2011年8月、第30次地方制度調査会会長に就任。2012年から後藤・安田記念東京都市研究所理事長。2014年から地方公共団体情報システム機構理事長。任期中、マイナンバーカードの発行に際して50回以上のシステム障害が発生し、発行業務が滞ったが任期を全うし、2017年3月退任。
2017年4月、地方自治確立対策協議会地方分権改革推進本部顧問に就任。
代表著の一つである『行政学』は、公務員試験種本の一つと言われており、かつての国家公務員試験のI種・II種などでは同書を論拠としたと見られる問題が毎年のように出題されていた。

## 著書

### 単著
- 『権力と参加――現代アメリカの都市行政』（東京大学出版会, 1975年）
- 『行政学』（放送大学教育振興会, 1988年）
- 『行政学の基礎概念』（東京大学出版会, 1990年）
- 『行政の活動』（放送大学教育振興会, 1992年）
- 『行政学』（有斐閣, 1993年 / 新版, 2001年）
- 『地方分権推進委員会勧告とこれからの地方自治』（北海道町村会, 1997年）
- 『未完の分権改革――霞が関官僚と格闘した1300日』（岩波書店, 1999年）
- 『行政の活動』（有斐閣, 2000年）
- 『地方分権改革』（東京大学出版会, 2007年）
- 『地方分権改革の道筋 : 自由度の拡大と所掌事務の拡大』（公人の友社, 2007年）
- 『自治・分権再考　地方自治を志す人たちへ』（ぎょうせい, 2013年）

### 編著
- 『事例・地方自治（2）計画と参加』（ほるぷ出版, 1983年）
- 『シリーズ自治を創る（14）自治体の情報政策』（学陽書房, 1989年）
- 『21世紀の地方自治戦略（1）自治の原点と制度』（ぎょうせい, 1993年）
- 『21世紀の地方自治戦略（10）コミュニティと住民活動』（ぎょうせい, 1993年）
- 『新地方自治法講座（12）地方分権と地方自治』（ぎょうせい, 1998年）
- 『行政評価の潮流――参加型評価システムの可能性』（行政管理研究センター, 2000年）
- 『分権型社会を創る（1）分権型社会を創る――その歴史と理念と制度』（ぎょうせい, 2001年）
- 『自治体改革（5）自治体デモクラシー改革――住民・首長・議会』（ぎょうせい, 2005年）

### 共編著
- （大森彌）『地方公務員のための法律講座（3）自治行政要論』（第一法規出版, 1986年）
- （岩崎忠夫）『21世紀の地方自治戦略（2）地方政治と議会』（ぎょうせい, 1993年）
- （村松岐夫）『講座行政学（全6巻）』（有斐閣, 1994年-1995年）
- Future Challenges of Local Autonomy in Japan, Korea, and the United States: Shared Responsibilities between National and Sub-national Governments, co-edited with Fukashi Horie, (NIRA, 1997).
- （松下圭一・新藤宗幸）『岩波講座自治体の構想（全5巻）』（岩波書店, 2002年）
- （小林正弥・金泰昌）『公共哲学（11）自治から考える公共性』（東京大学出版会, 2004年）